# Caterina Barbieri
Caterina Barbieri (ur. 16 września 1990 w Bolonii) – włoska kompozytorka i wykonawczyni muzyki elektronicznej, eksperymentalnej i minimalistycznej. Aktywna od 2013 roku. Nagrała szereg albumów zarówno sygnowanych własnym nazwiskiem jak i we współpracy z innymi artystami. Występuje na wielu festiwalach muzyki eksperymentalnej na całym świecie.
Przez magazyn The Quietus ochrzczona mianem „gwiazdy specyficznie europejskiej minimalistycznej sceny elektronicznej”.

## Życiorys i twórczość
Caterina Barbieri urodziła się 16 września 1990 roku w Bolonii. W wywiadzie dla magazynu Fact stwierdziła, że interesowała się muzyką klasyczną, dzięki której odkryła znaczenie dyscypliny, rygoru i konsekwencji. Nawet kiedy studiowała gitarę klasyczną, jej ulubionym repertuarem był repertuar współczesny, więc muzyka elektroniczna wydawała się jej całkiem naturalną kontynuacją. Ukończyła dwa kierunki w konserwatorium w Bolonii: gitarę klasyczną (z dyplomem) oraz muzykę elektroakustyczną (ze stopniem Bachelor’s degree). 
Na początku 2013 roku Barbieri przeniosła się do Sztokholmu rozpoczynając współpracę z miejscową Królewską Akademią Muzyczną. Zetknęła się wówczas z syntezatorem modularnym Buchla 200. Jak stwierdziła w wywiadzie dla Johann Merrich z magazynu Digicult, nie miała przedtem żadnej wiedzy na temat syntezatorów analogowych. Zetknięcie się z nimi zmieniło w sposób nieodwracalny jej wizję muzyki stając się momentem zwrotnym w jej życiu. Latem tego samego roku nagrala w Elektronmusikstudion EMS i w Królewskiej Akademii Muzycznej swój debiutancki album, Vertical. Przy jego realizacji wykorzystała syntezator modularny Buchla 200 oraz własne partie wokalne. Zastosowała dźwięk wielokanałowy. Gatunkowo album oscylował między drone, minimalizmem a techno będąc, według jej własnych słów „medytacją nad surowymi kształtami fal i polirytmiami ich harmonicznych” i „wglądem w molekularny taniec cząsteczek wewnątrz syntetycznych kształtów fal”. Album został wydany jako kaseta 16 września 2014 roku przez wytwórnię Cassauna (filię Important Records). W tym samym roku Barbieri uczestniczyła w programie wymiany z Królewską Akademią Muzyczną prezentując rozprawę „3D spatialisation and the perception of time, space and sound spectrum in vertical music”. Od tego czasu występuje na wielu festiwalach muzyki eksperymentalnej na całym świecie.

Minimalizm oznacza eksplorację powtórzeń i psychofizycznych skutków powtórzeń. W muzyce minimalistycznej nacisk położony jest na proces, a nie na formę. Czasami materiał muzyczny w ogóle się nie zmienia lub zmienia się bardzo stopniowo, ale zmienia się sposób, w jaki go słuchasz. Muzyka jako proces to dla mnie jedna z najważniejszych nauk minimalizmu.

W lutym 2016 roku Barbieri i Carlo Maria nagrali w Elektronmusikstudion album Punctum - Remote Sensing wykorzystując do jego realizacji syntezator Roland TB-303, automat perkusyjny Roland TR-606 i elektroniczny harmoniczny oscylator Verbos. Album został wydany przez wytwórnię Σ 2 maja 2017 roku. W sierpniu 2016 roku Barbieri, Ellen Arkbro i Kali Malone wystąpiły jako trio pod nazwą Upper Glossa na berlińskim festiwalu Atonal. 
W 2017 roku nakładem Important Records ukazał się drugi długogrający album Barbieri, Patterns of Consciousness. Został doceniony przez magazyny FACT, Resident Advisor i The Wire. W 2018 roku ukazały się jednocześnie dwie płyty Barbieri: solowy album Born Again in the Voltage oraz Bestie Infinite / Wear Patterns – split zrealizowany z Elehem. W 2019 roku został wydany nakładem Editions Mego kolejny album Barbieri Ecstatic Computation, który znalazł się na listach Najlepszych Albumów/Wydawnictw Roku szeregu magazynów i webzine’ów muzycznych, w tym: A Closer Listen (1. miejsce), Bleep (1.), Boomkat (23.), The Quietus (3.), Resident Advisor (bez podanego miejsca) i The Wire (41.).
W 2020 roku Barbieri napisała muzykę do filmu John and the Hole w reżyserii Pascuala Sisto. Pierwotnie obraz był zgłoszony na 73. Międzynarodowy Festiwal Filmowy w Cannes, zanim edycja ta została odwołana z powodu Pandemii COVID-19. Ostatecznie został zgłoszony do konkursu głównego Sundance Film Festival w roku 2021.
W 2021 roku ukazał się album Fantas Variations, składający się z przeróbek i interpretacji centralnego utworu Ecstatic Computation, „Fantas”.
W 2022 roku Barbieri założyła własną wytwórnię, Light-Years, której pierwszym oficjalnym wydawnictwem był jej kolejny album, Spirit Exit. Płyta powstała w czasie pandemii, w pierwszych miesiącach lockdownu, kiedy artystka mogła w niemal ascetyczny sposób poświęcić się graniu muzyki. W wywiadzie dla Rolling Stone stwierdziła: „Spirit Exit to ewolucja, która ma swoje korzenie w moich poprzednich pracach, ale organicznie rozszerza się w bardziej hojny dźwiękowy wszechświat, w którym do mojego instrumentu, modularnego, dołącza barwa głosu, gitary, fortepianu”. Zdaniem Linnie Greene z magazynu Pitchfork „Spirit Exit rozwija osobliwe połączenia elektroniki z elementami inspirowanymi minimalizmem, gitarą klasyczną i uczeniem maszynowym” oraz ujawnia „swoistość Barbieri – sacrum i profanum, starożytność i nowomodę, ekstazę i zagładę.
W czerwcu 2023 roku wyszedł kolejny album Barbieri, Myuthafoo, będący od strony muzycznej dopełnieniem Ecstatic Computation. Powstał on w tym samym czasie (1919)., a do jego realizacji artystka użyła syntezatora modularnego Orthogonal 101.

## Muzyka i wpływy
Barbieri zgłębia w swojej twórczości tematy związane z inteligencją maszynową i percepcją obiektową w dźwięku, koncentrując się na minimalizmie. Jej praktyka kompozytorska wynika z refleksji nad pierwotnymi kształtami fal oraz eksploracji polifonicznego i polirytmicznego potencjału sekwencerów. Spośród kompozytorów minimalistycznych, którymi się inspiruje, wymieniła Steve’a Reicha z jego osobistym podejściem do kontrapunktu, modeli addytywnych i subtraktywnych, permutacji i efektów fazowych (dając jako przykład jego utwór „Electric Counterpoint”) i La Monte Younga, u którego ceni filozofię dźwięku, estetykę długo utrzymywanych tonów i jego styl improwizacji, inspirowany praktykowaną przez niego północnoindyjską muzyką klasyczną i jej filozofią.
Słucha takich artystów jak: Max Eilbacher, COH, 6K, K. Leimer, Jesse-Osborne Lanthier, Mats Erlandsson, Charles Cohen, Claudio Rocchetti, Kelela i Kali Malone (z którą również współpracuje).

## Wykształcenie
- Konserwatorium G.B. Martini – gitara klasyczna – dyplom Master degree (październik 2012)
- Konserwatorium G.B. Martini – muzyka elektroakustyczna – dyplom Bachelor’s degree z wyróżnieniem (marzec 2014)
- Uniwersytet Boloński – humanistyka i filozofia – dyplom Bachelor’s degree z wyróżnieniem (marzec 2015)[21]

## Dyskografia
Na podstawie strony artystki na Discogs:

### Albumy studyjne
- Vertical (2014)
- Patterns Of Consciousness (2017)
- Born Again In The Voltage (2018)
- Ecstatic Computation (2019)
- Fantas Variations (2021)
- Spirit Exit (2022)
- Myuthafoo (2023)

### Albumy nagrane z innymi artystami
- XKatedral Volume III (2016) z Ellen Arkbro i Kali Malone
- Bestie Infinite / Wear Patterns (2018) z Elehem
- Il Calore (2023) z Ginevrą Bompiani i Tomoko Sauvage